# Cybocephalus etiennei
Cybocephalus etiennei là một loài bọ cánh cứng trong họ Cybocephalidae. Loài này được Endrödy-Younga miêu tả khoa học năm 1982.